# 砂見村
砂見村（すなみそん）は、鳥取県気高郡にあった自治体である。1896年（明治29年）3月31日までは高草郡に属した。

## 概要
現在の鳥取市上砂見・中砂見・下砂見に当たり、千代川支流砂見川の中・下流部に位置した。
藩政時代は高草郡砂見郷（砂見庄）に属する上砂見村・中砂見村・下砂見村があった。
特産品は年間23000俵を産出した木炭の「神戸白炭」があり阪神方面に搬出されていた。また江戸期（1600年代）に岩美の竹鼻新平が大和国から穂木を持ち帰り栽培を始めたものと推察される「新平柿」（シンペイガキ）が県東部一帯に分布するが、当村で最も多く生産されていた。

## 沿革
- 1883年（明治16年） - 竹生村（後の美穂村）に置かれた高草郡竹生村外15ヶ村戸長役場の管轄区域となる[2][5]。
- 1889年（明治22年）10月1日 - 町村制の施行により、上砂見村・中砂見村・下砂見村が合併して村制施行し、砂見村が発足。旧村名を継承した3大字を編成。岩坪村との組合役場を大字上砂見村に設置[1][2]。
- 1896年（明治29年）4月1日 - 郡制の施行により、高草郡・気多郡の区域をもって気高郡が発足し、気高郡砂見村となる。
- 1917年（大正6年）1月 - 役場位置を大字上砂見字大門土居132番地に変更[6]。
- 1917年（大正6年）4月10日以降 - 役場位置を大字上砂見字大門土居107番地1に変更[7]。
- 1918年（大正7年）1月1日 - 岩坪村と合併して神戸村が発足。同日砂見村廃止[8]。

## 行政

### 歴代村長
- （岩坪村砂見村組合村長）宇治田与三郎 - 近藤貞三郎 - 細川亀太郎 - 清水清録 - 猪口文吉 - 山田藤吉 - 筧愛吉 - 有田虎蔵 - 田村亀蔵 - 猪口甚蔵 - 猪口友吉 - 守田定蔵 - 角本房蔵 - 有田文蔵 - 有田虎蔵（合併後引き続き神戸村長に就任）[2]

## 教育
- 砂見尋常高等小学校（後の鳥取市立神戸小学校）